# Aftelvers
Een aftelversje is een gedichtje of liedje dat kinderen gebruiken om iemand door het lot aan te wijzen.
Een aftelrijmpje wordt gebruikt om een willekeurig kind aan te wijzen, bijvoorbeeld om hem 'te zijn' bij tikkertje of verstoppertje.
De kinderen gaan bij elkaar staan. Eén kind zingt het liedje of dreunt het versje op en wijst bij elke lettergreep een kind aan (inclusief zichzelf), op volgorde waarop ze staan. Degene die bij de laatste lettergreep wordt aangewezen, valt af, waarna het rijmpje met de overgebleven kinderen wordt herhaald. Wie het laatst overblijft moet 'hem zijn'. Of: de eerste aangewezene moet 'hem zijn' en het spel waarvoor werd afgeteld begint na één keer zingen.
Kinderen kunnen soms, bij een vast of klein aantal kinderen, doorkrijgen bij welk kind men uitkomt. Immers: wie het aantal lettergrepen van het liedje kent, kan vooraf voorspellen wie zal winnen. Daarom kennen korte aftelversjes vaak langere varianten.
Bekende aftelversjes zijn:
- Ie wie waai weg
- Eén twee drie vier vijf zes zeven, waar is Jan met de meid gebleven
- Ake bake bonen kraken
- Olleke bolleke rubisolleke
- Iene miene mutte

## Andere manieren van loten
Er zijn ook andere manieren om te loten, bijvoorbeeld:
- steen, papier, schaar
- poffen
- afpoten
- Who shall have this?